# Tachychlora flora
Tachychlora flora är en fjärilsart som beskrevs av E.D. Jones 1921. Tachychlora flora ingår i släktet Tachychlora och familjen mätare. Inga underarter finns listade i Catalogue of Life.